# 丸山総合公園 (加西市)
丸山総合公園（まるやまそうごうこうえん）は、兵庫県加西市にある公園である。
110mの高さから降下する全長197mと155mの長大なローラー式すべり台があることで知られている。
また、公園のランドマークである丘上の地球儀時計は世界一巨大なものとしてギネスブックの認定を受けている。

## 施設

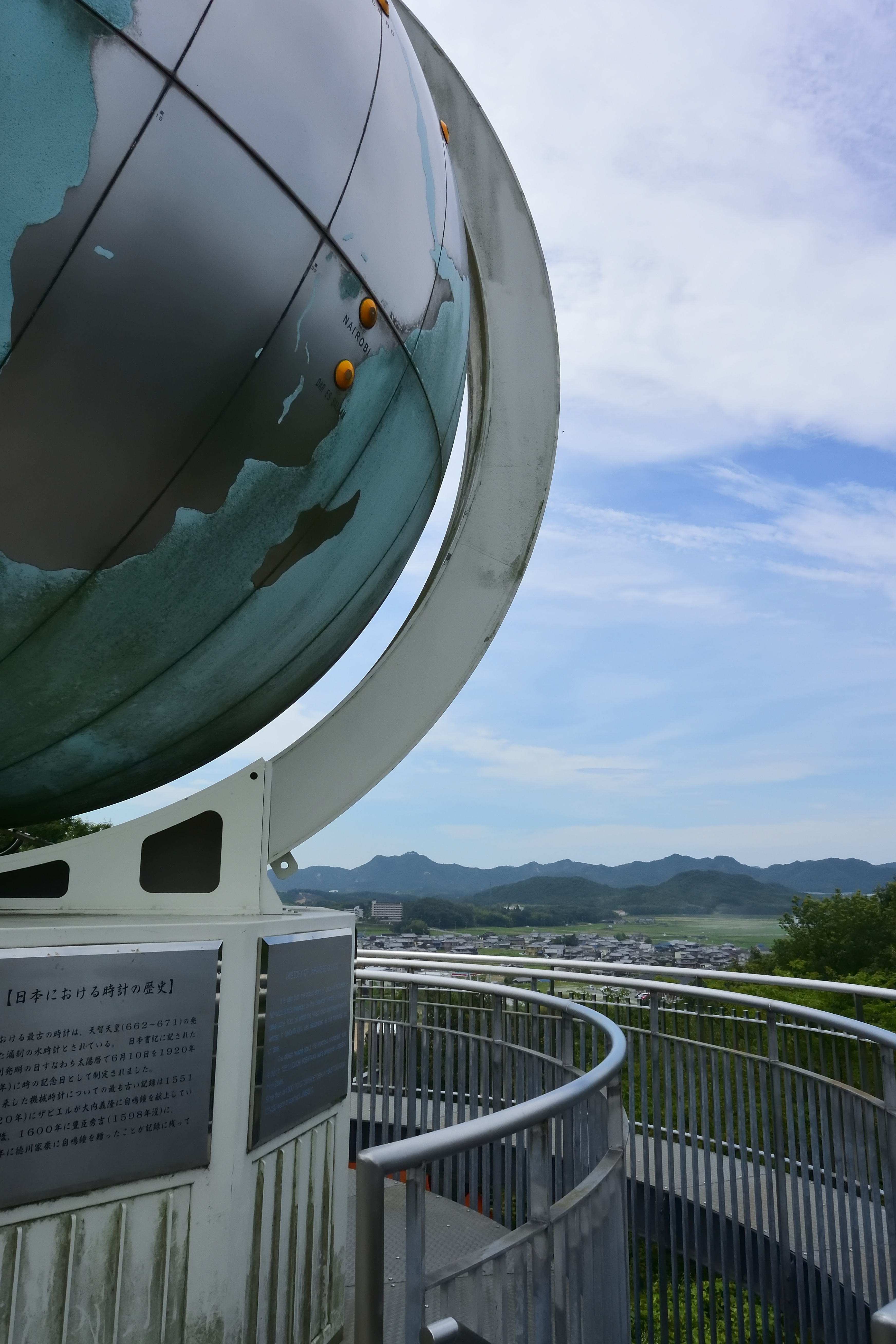
地球儀時計からの眺め

- 地球儀時計展望台（三和コンベア社製、直径5m、総重量14t、世界主要都市の34箇所の時刻を表示）
- 展望テラス
- じゃぶじゃぶ池
- 遊具
  - ロングスライダーAコース（197m）
  - ロングスライダーBコース（155m）
  - フィールドアスレチック

## 所在地
- 〒675-2322 兵庫県加西市北条町西高室591-15

## 交通アクセス
- 北条鉄道北条町駅 下車
- 中国自動車道 加西ICより車10分

## 周辺情報
- 玉丘古墳群
- 玉丘史跡公園
- 一乗寺
- 酒見寺
- 五百羅漢
- 兵庫県立フラワーセンター
- 青野運動公苑
- 播磨中央公園
- 姫路セントラルパーク